# Caledopsyche apide
Caledopsyche apide là một loài Trichoptera trong họ Hydropsychidae. Chúng phân bố ở miền Australasia.